# Локателли, Андреа
Андреа Локателли (Лукателли) (итал. Andrea Locatelli о Lucatelli; 19 декабря 1695, Рим — 19 февраля 1741, Рим) — итальянский живописец, пейзажист, мастер живописных ведут.

## Биография
Сам художник писал своё имя как «Лукателли», только в историографии XX века появилась форма «Локателли», которая и принята в современном искусствоведении.
Андреа учился у своего отца Джованни Франческо Лукателли. Около 1700 года семья переехала в римский квартал Трастевере. С двенадцати лет Андреа обучался у живописца-мариниста (мастера морских пейзажей) Монсу Альто, после смерти которого в 1712 году мастерская перешла к Бернардино Ферджони, также маринисту. В качестве подмастерья Андреа Локателли работал у пейзажиста Б. Пуччини, в картинах которого писал фигуры людей. В 1715 году выполнил в технике гуаши несколько морских пейзажей для украшения Палаццо Русполи в Риме.
К 1723 году, в возрасте двадцати восьми лет Андреа Локателли стал известным мастером, писал виды Рима и Кампаньи с руинами, а также пасторальные сцены в духе Я. Ф. ван Блумена. На его индивидуальный стиль оказали влияние также Джованни Гизольфи, Гаспар Дюге, Клод Лоррен, Никола Пуссен и особенно Сальватор Роза. В свою очередь, он оказал воздействие на таких художников, как Паоло Анези, Джованни Паоло Паннини, Паоло Мональди и Марко Риччи. В свои картины он вводил элементы «низкого» бытового жанра, подобного живописи римских художников по прозванию «бамбоччанти».
Его пейзажи имели большой успех у коллекционеров, украшавших ими свои римские палаццо. Художнику покровительствовали кардиналы Оттобони, Альбани, Дж. Колонна (мажордом папы Бенедикта XIV), Барберини. Через архитектора Филиппо Юварру Локателли получил заказ на выполнение видов замка Риволи в Турине для Витторио Амедео II Савойского, короля Пьемонта (1723—1725, Турин, Кастелло Роспильози). Для украшения замка Риволи в 1730-е годы художником были написаны: «Тибр с Понте Ротто» (Висбаден, Картинная галерея), «Вид Рима с Замком Святого Ангела» (частное собрание), «Вид Пьяцца Навона» (Вена, Академия искусств), «Вид римского Форума» (1733, частное собрание). В 1735 году Филиппо Юварра стал посредником в получении заказа от короля Филиппа V Испанского на написание двух десюдепортов для «Китайской комнаты» в Палаццо Ильдефонсо в Сеговии.
В 1730-е годы Локателли продолжал создавать морские пейзажи в духе Сальваторе Розы и большие идиллические картины. Андреа Локателли наряду с Гаспаре Ванвителли стал крупным мастером пейзажа в Риме в XVIII столетии, но в последующее время его слава уменьшилась.
В Санкт-Петербургском Эрмитаже имеются два пейзажа работы Андреа Локателли.
Помимо Андреа в истории искусства известны также: скульптор Джованни-Баттиста Локателли (1735—1805), живописец и архитектор Джузеппе Локателли (1751—1828), живописец Пьетро Локателли, или Лукателли (ок. 1634—1710), ученик и последователь Пьетро да Кортона.
Ещё один художник под такой же фамилией: Франческо Локателли Ланци (1687—l770) — живописец, дворянин из Бергамо, несколько лет прослужил во Франции на войне за Испанское наследство, затем вёл беспутную жизнь между Бергамо и Парижем; из Парижа в 1733 году бежал в Россию под фальшивым именем, надеясь быть принятым на военную службу. В Париже анонимно в 1735 году опубликовал «Московитские Письма», памфлет, который вызвал скандал в международных кругах.

## Галерея

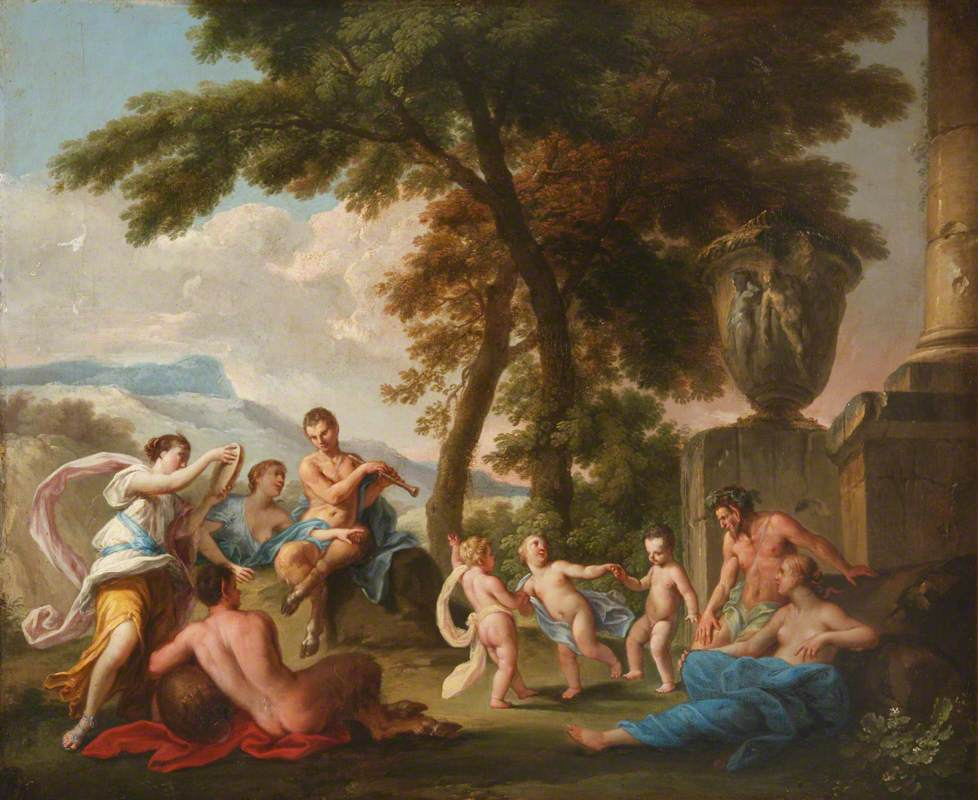
Вакханалия. Между 1715 и 1741 гг. Холст, масло. Национальный фонд, Великобритания
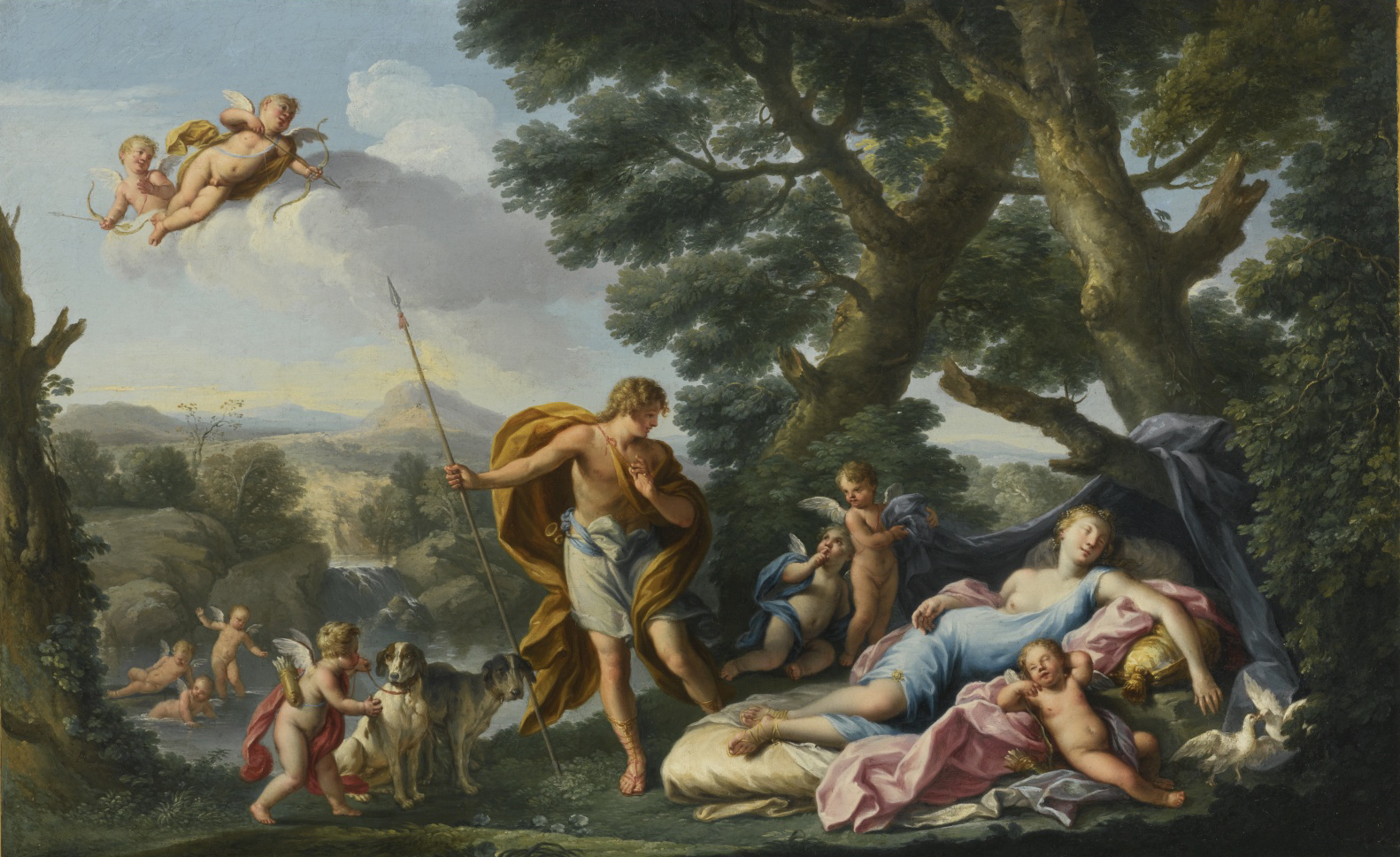
Венера и Адонис. 1730-е гг. Холст, масло. Частное собрание
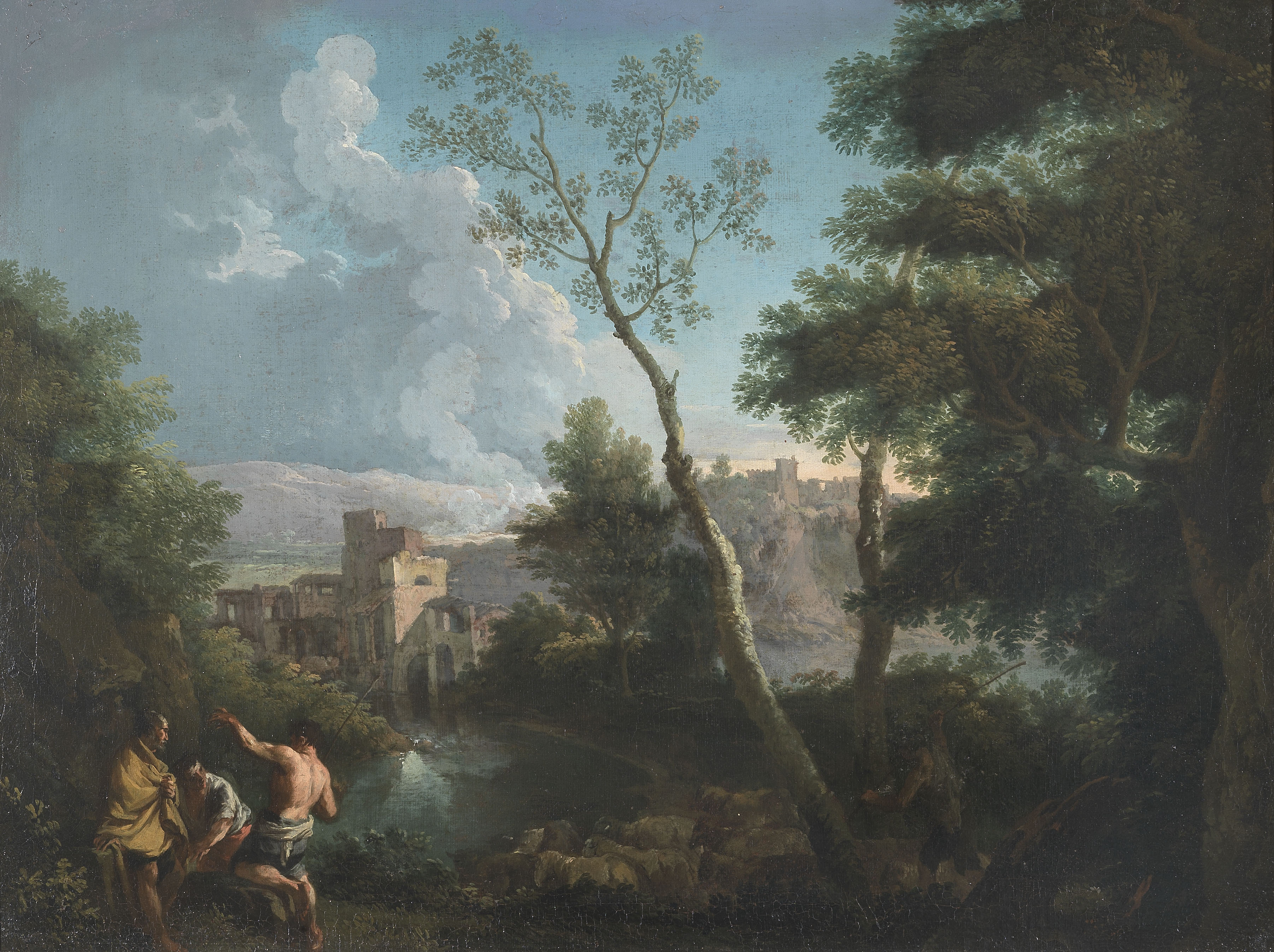
Пейзаж с пастухами у ручья. 1730-е гг. Холст, масло. Частное собрание
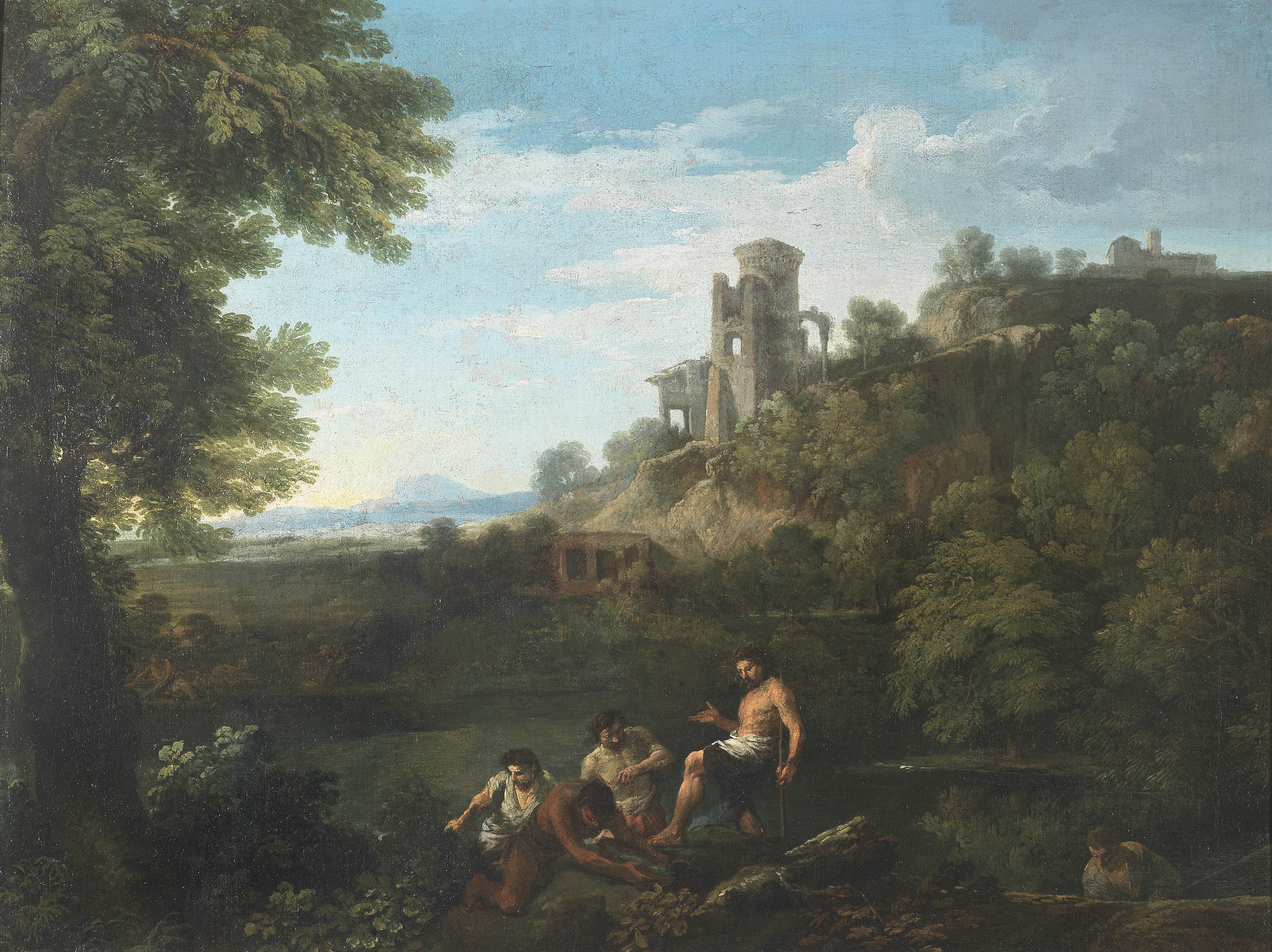
Пейзаж с рыбаками и зданиями. Холст, масло. Собрание Майнетти, Рим
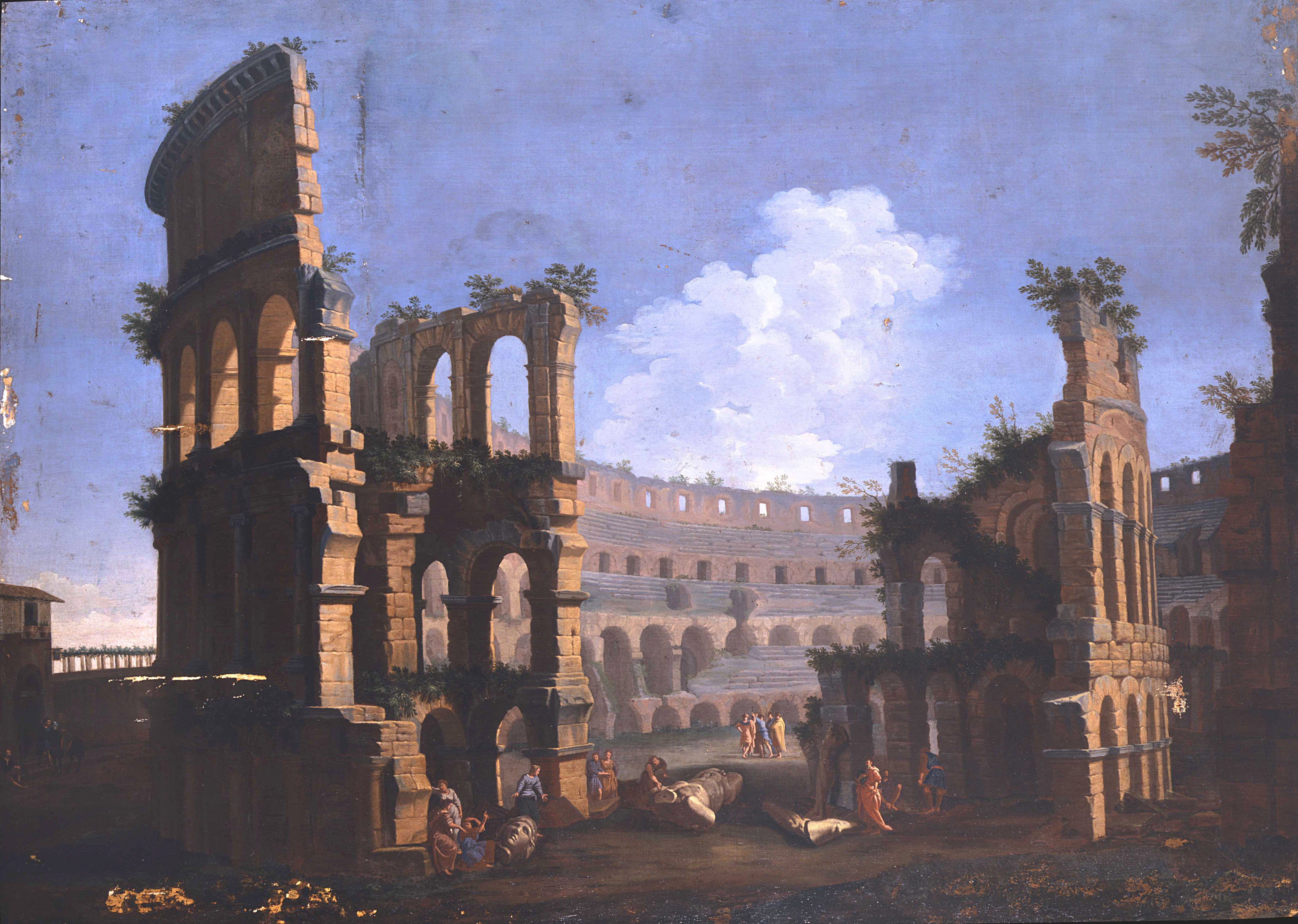
Пейзаж с Колизеем. 1720-е гг. Холст, масло. Фонд Сордженте, Италия
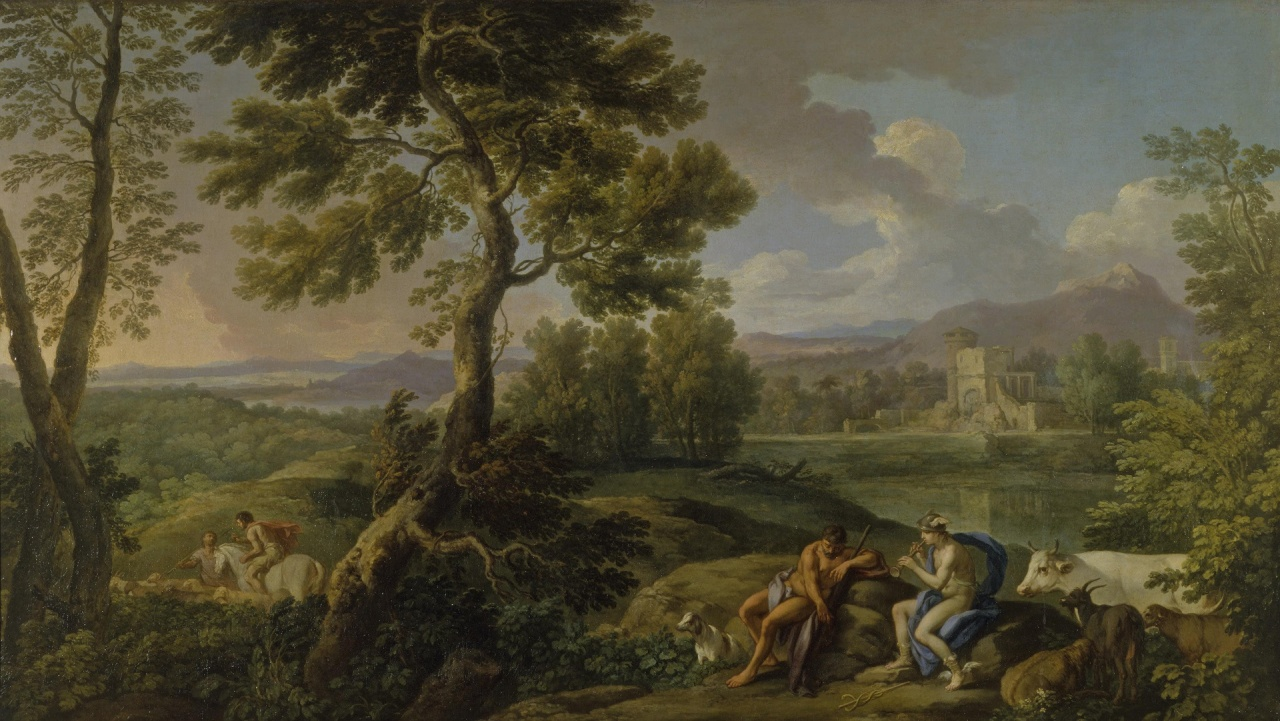
Пейзаж с Меркурием и Аргусом. 1730-е гг. Холст, масло. Государственный Эрмитаж, Санкт-Петербург